# Unione Sportiva Triestina 1959-1960
Questa voce raccoglie le informazioni riguardanti la Unione Sportiva Triestina nelle competizioni ufficiali della stagione 1959-1960.

## Stagione
La Triestina giunse al 4º posto nel campionato di Serie B 1959-1960, non venendo promossa in A per un punto di ritardo dal Catania (46 contro 47), terzo classificato.

## Divise
| Prima divisa |

## Rosa
| N. |                   | Ruolo | Calciatore        |
| -- | ----------------- | ----- | ----------------- |
|    | Italia (bandiera) | P     | Giampiero Bandini |
|    | Italia (bandiera) | P     | Giovanni De Min   |
|    | Italia (bandiera) | D     | Adelchi Brach     |
|    | Italia (bandiera) | D     | Nevio Dudine      |
|    | Italia (bandiera) | D     | Romano Frigeri    |
|    | Italia (bandiera) | D     | Silvano Merkuza   |
|    | Italia (bandiera) | D     | Luigi Radice      |
|    | Italia (bandiera) | D     | Fulvio Varglien   |
|    | Italia (bandiera) | C     | Mario De Grassi   |
|    | Italia (bandiera) | C     | Italo Del Negro   |

| N. |                     | Ruolo | Calciatore          |
| -- | ------------------- | ----- | ------------------- |
|    | Italia (bandiera)   | C     | Claudio Demenia     |
|    | Italia (bandiera)   | C     | Luciano Magistrelli |
|    | Italia (bandiera)   | C     | Vittorino Mantovani |
|    | Italia (bandiera)   | C     | Giorgio Puja        |
|    | Italia (bandiera)   | A     | Giuseppe Auber      |
|    | Italia (bandiera)   | A     | Giuliano Fortunato  |
|    | Italia (bandiera)   | A     | Giuseppe Secchi     |
|    | Ungheria (bandiera) | A     | László Szőke        |
|    | Italia (bandiera)   | A     | Romano Taccola      |

## Risultati

### Serie B

#### Girone di andata
| 20 settembre 1959 1ª giornata | Triestina | 0 – 0 | Catanzaro |  |

| 27 settembre 1959 2ª giornata | Triestina | 2 – 2 | Catania |  |

| 4 ottobre 1959 3ª giornata | Reggiana | 4 – 1 | Triestina |  |

| 11 ottobre 1959 4ª giornata | Triestina | 0 – 2 | Venezia |  |

| 18 ottobre 1959 5ª giornata | Sambenedettese | 1 – 0 | Triestina |  |

| 25 ottobre 1959 6ª giornata | Triestina | 4 – 1 | Simmenthal-Monza |  |

| 1º novembre 1959 7ª giornata | Como | 0 – 1 | Triestina |  |

| 8 novembre 1959 8ª giornata | Taranto | 1 – 1 | Triestina |  |

| 15 novembre 1959 9ª giornata | Triestina | 2 – 0 | Novara |  |

| 22 novembre 1959 10ª giornata | Ozo Mantova | 1 – 0 | Triestina |  |

| 29 novembre 1959 11ª giornata | Triestina | 3 – 0 | Modena |  |

| 13 dicembre 1959 12ª giornata | Triestina | 0 – 1 | Torino |  |

| 20 dicembre 1959 13ª giornata | Cagliari | 1 – 1 | Triestina |  |

| 27 dicembre 1959 14ª giornata | Triestina | 2 – 0 | Messina |  |

| 3 gennaio 1960 15ª giornata | Lecco | 1 – 1 | Triestina |  |

| 10 gennaio 1960 16ª giornata | Verona | 1 – 1 | Triestina |  |

| 17 gennaio 1960 17ª giornata | Triestina | 1 – 1 | Marzotto Valdagno |  |

| 24 gennaio 1960 18ª giornata | Brescia | 1 – 0 | Triestina |  |

| 31 gennaio 1960 19ª giornata | Triestina | 4 – 1 | Parma |  |

#### Girone di ritorno
| 7 febbraio 1960 20ª giornata | Catanzaro | 1 – 1 | Triestina |  |

| 14 febbraio 1960 21ª giornata | Catania | 1 – 1 | Triestina |  |

| 21 febbraio 1960 22ª giornata | Triestina | 1 – 1 | Reggiana |  |

| 28 febbraio 1960 23ª giornata | Venezia | 0 – 0 | Triestina |  |

| 6 marzo 1960 24ª giornata | Triestina | 2 – 0 | Sambenedettese |  |

| 13 marzo 1960 25ª giornata | Simmenthal-Monza | 1 – 1 | Triestina |  |

| 20 marzo 1960 26ª giornata | Triestina | 1 – 0 | Como |  |

| 27 marzo 1960 27ª giornata | Triestina | 0 – 0 | Taranto |  |

| 3 aprile 1960 28ª giornata | Novara | 1 – 1 | Triestina |  |

| 10 aprile 1960 29ª giornata | Triestina | 1 – 0 | Ozo Mantova |  |

| 17 aprile 1960 30ª giornata | Modena | 1 – 4 | Triestina |  |

| 24 aprile 1960 31ª giornata | Torino | 1 – 1 | Triestina |  |

| 1º maggio 1960 32ª giornata | Triestina | 1 – 0 | Cagliari |  |

| 8 maggio 1960 33ª giornata | Messina | 0 – 1 | Triestina |  |

| 15 maggio 1960 34ª giornata | Triestina | 1 – 1 | Lecco |  |

| 22 maggio 1960 35ª giornata | Triestina | 2 – 1 | Verona |  |

| 26 maggio 1960 36ª giornata | Marzotto Valdagno | 1 – 0 | Triestina |  |

| 29 maggio 1960 37ª giornata | Triestina | 4 – 2 | Brescia |  |

| 5 giugno 1960 38ª giornata | Parma | 2 – 2 | Triestina |  |

## Statistiche

### Statistiche di squadra
| Competizione | Punti | In casa | In casa | In casa | In casa | In casa | In casa | In trasferta | In trasferta | In trasferta | In trasferta | In trasferta | In trasferta | Totale | Totale | Totale | Totale | Totale | Totale | DR  |
| Competizione | Punti | G       | V       | N       | P       | Gf      | Gs      | G            | V            | N            | P            | Gf           | Gs           | G      | V      | N      | P      | Gf     | Gs     | DR  |
| ------------ | ----- | ------- | ------- | ------- | ------- | ------- | ------- | ------------ | ------------ | ------------ | ------------ | ------------ | ------------ | ------ | ------ | ------ | ------ | ------ | ------ | --- |
| Serie B      | 46    | 19      | 11      | 6       | 2       | 31      | 13      | 19           | 4            | 10           | 5            | 18           | 19           | 38     | 15     | 16     | 7      | 49     | 32     | +17 |
| Coppa Italia |       | -       | -       | -       | -       | -       | -       | 1            | 0            | 0            | 1            | 2            | 3            | 1      | 0      | 0      | 1      | 2      | 3      | -1  |
| Totale       |       | 19      | 11      | 6       | 2       | 31      | 13      | 20           | 4            | 10           | 6            | 20           | 22           | 39     | 15     | 16     | 8      | 51     | 35     | +16 |

### Statistiche dei giocatori
| Giocatore      | Serie B  | Serie B | Coppa Italia | Coppa Italia | Totale   | Totale |
| Giocatore      | Presenze | Reti    | Presenze     | Reti         | Presenze | Reti   |
| -------------- | -------- | ------- | ------------ | ------------ | -------- | ------ |
| S. Attili      | -        | -       | 1            | 1            | 1        | 1      |
| G. Auber       | 7        | 4       | -            | -            | 7        | 4      |
| G. Bandini     | 35       | -25     | 1            | -3           | 36       | -28    |
| A. Brach       | 38       | 0       | 1            | 0            | 39       | 0      |
| M. De Grassi   | 17       | 0       | 1            | 0            | 18       | 0      |
| I. Del Negro   | 16       | 3       | -            | -            | 16       | 3      |
| C. Demenia     | 1        | 0       | -            | -            | 1        | 0      |
| G. De Min      | 3        | -7      | -            | -            | 3        | -7     |
| N. Dudine      | 1        | 0       | -            | -            | 1        | 0      |
| G. Fortunato   | 34       | 3       | -            | -            | 34       | 3      |
| R. Frigeri     | 36       | 0       | 1            | 0            | 37       | 0      |
| L. Magistrelli | 26       | 8       | 1            | 0            | 27       | 8      |
| V. Mantovani   | 13       | 2       | 1            | 0            | 14       | 2      |
| S. Merkuza     | 3        | 0       | -            | -            | 3        | 0      |
| G. Puia        | 30       | 7       | 1            | 0            | 31       | 7      |
| L. Radice      | 31       | 0       | 1            | 0            | 32       | 0      |
| G. Secchi      | 32       | 9       | 1            | 1            | 33       | 10     |
| L. Szoke       | 29       | 1       | -            | -            | 29       | 1      |
| R. Taccola     | 29       | 12      | 1            | 0            | 30       | 12     |
| F. Varglien    | 37       | 0       | 1            | 0            | 38       | 0      |